# Neofit Peak

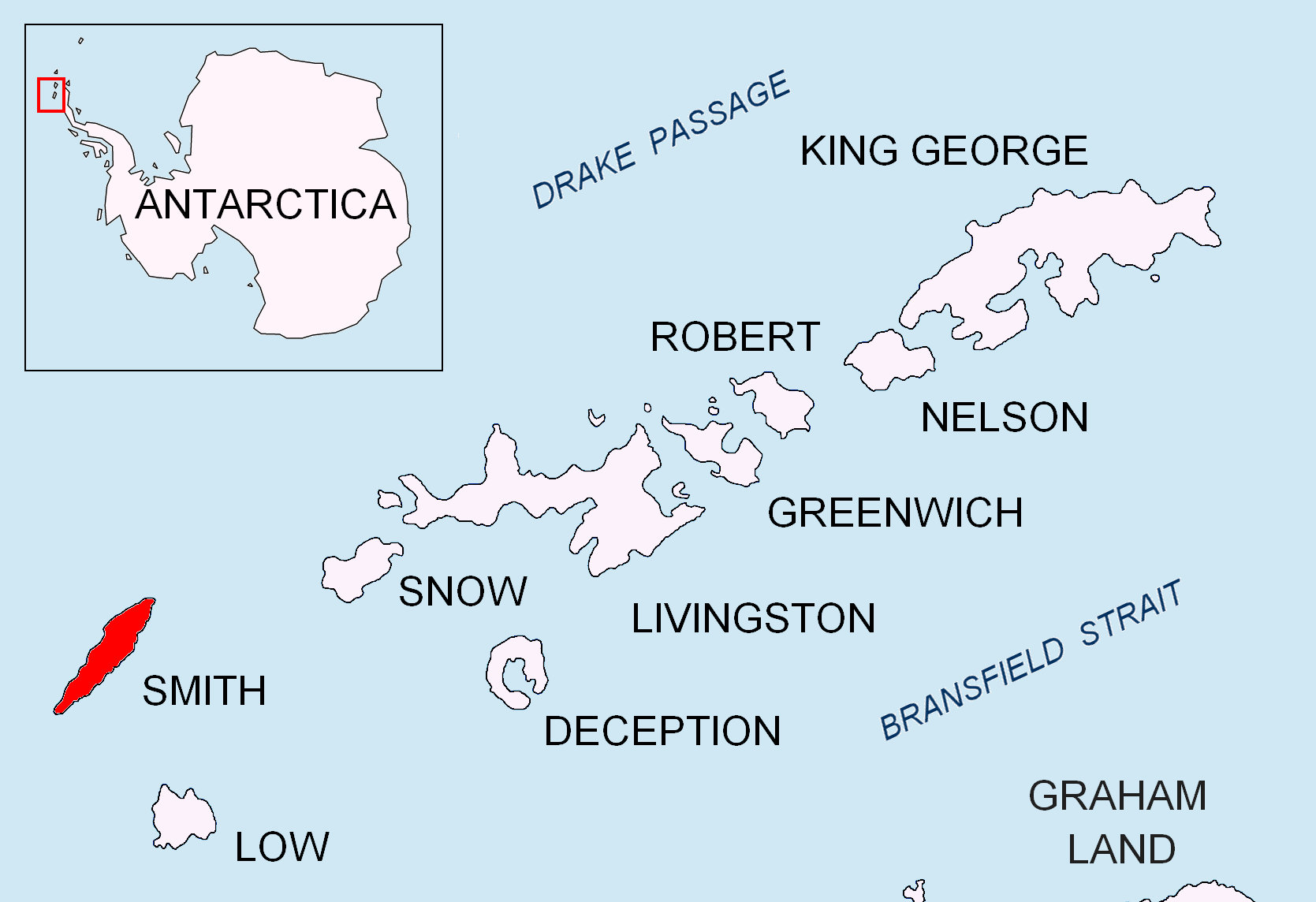
Localizzazione dell'Isola Smith, nelle Isole Shetland Meridionali.

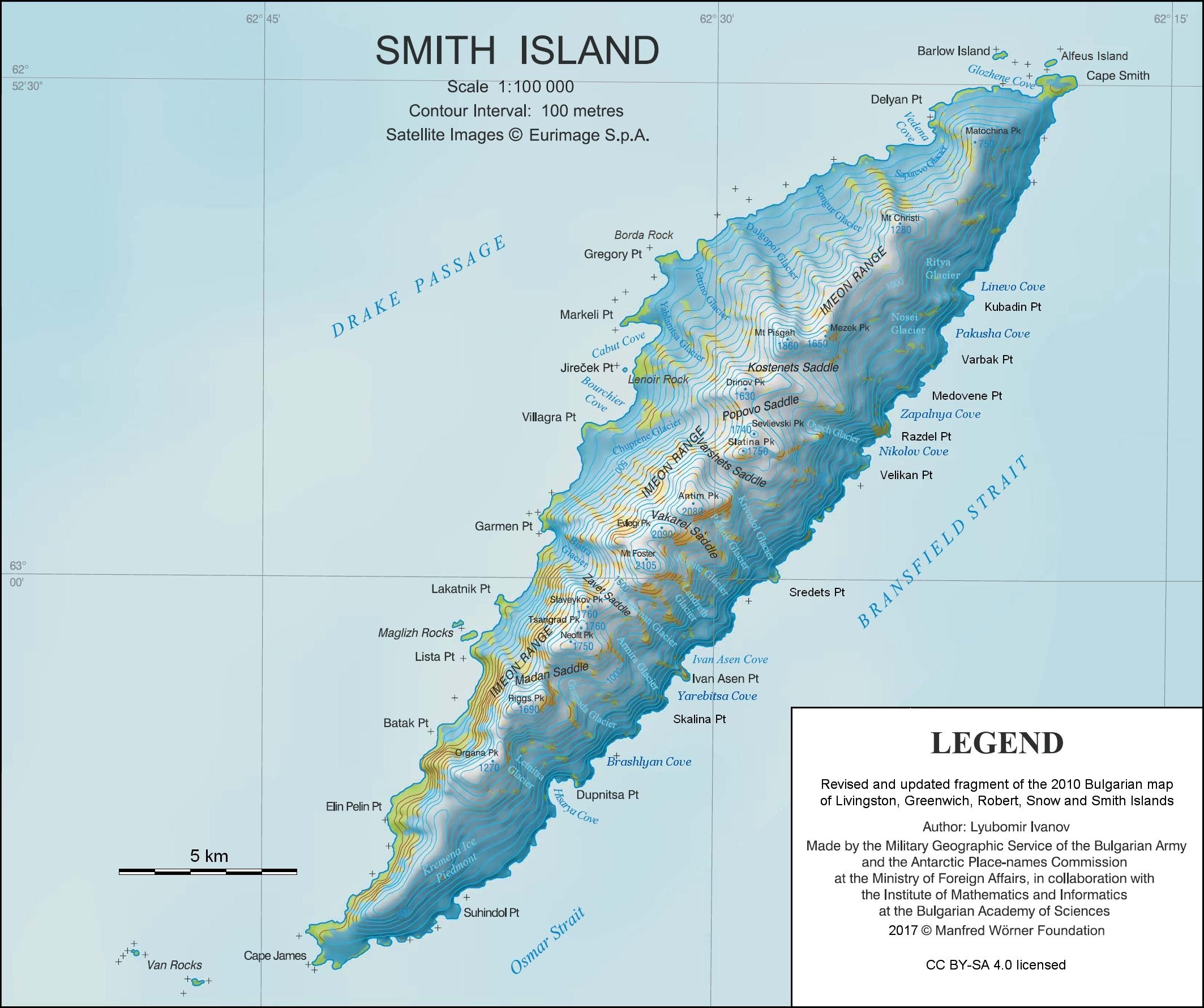
Mappa topografica dell'Isola Smith. Neofit Peak si trova nella parte centrale dell'immagine, al centro della catena montuosa dell'Imeon Range.

Neofit Peak (in lingua bulgara: връх Неофит, Vrah Neofit) è un picco roccioso coperto di ghiaccio, alto 1750 m, che fa parte dell'Imeon Range, la catena montuosa antartica che occupa quasi interamente l'Isola Smith, nelle Isole Shetland Meridionali, in Antartide.

## Localizzazione
Neofit Peak è localizzato alle coordinate 63°01′08.5″S 62°35′03″W; è situato 1,12 km a sud-sudovest di Slaveykov Peak, 3,1 km a sudovest della cima del Monte Foster, 2,38 km a nordest di Riggs Peak e 10,98 km a nordest di Capo James. Sovrasta il Ghiacciaio Gramada a sud e il Ghiacciaio Armira a est e sudest.
Mappatura preliminare bulgara nel 2009.

## Denominazione
La denominazione è stata assegnata dalla Commissione bulgara per i toponimi antartici in onore del monaco, studioso e artista Neofit Rilski (1793–1881), autore della prima traduzione della Bibbia in lingua bulgara moderna.

## Mappe
- Chart of South Shetland including Coronation Island, &c. from the exploration of the sloop Dove in the years 1821 and 1822 by George Powell Commander of the same. Scale ca. 1:200000. London: Laurie, 1822.
- L.L. Ivanov. Antarctica: Livingston Island and Greenwich, Robert, Snow and Smith Islands. Scale 1:120000 topographic map. Troyan: Manfred Wörner Foundation, 2010. ISBN 978-954-92032-9-5 (First edition 2009. ISBN 978-954-92032-6-4)
- South Shetland Islands: Smith and Low Islands. Scale 1:150000 topographic map No. 13677. British Antarctic Survey, 2009.
- Antarctic Digital Database (ADD). Scale 1:250000 topographic map of Antarctica. Scientific Committee on Antarctic Research (SCAR). Since 1993, regularly upgraded and updated.
- L.L. Ivanov. Antarctica: Livingston Island and Smith Island. Scale 1:100000 topographic map. Manfred Wörner Foundation, 2017. ISBN 978-619-90008-3-0